# Пшийми (Вишковський повіт)
Пшийми (пол. Przyjmy) — село в Польщі, у гміні Браньщик Вишковського повіту Мазовецького воєводства.
Населення — 272 особи (2011).
У 1975-1998 роках село належало до Остроленцького воєводства.

## Демографія
Демографічна структура станом на 31 березня 2011 року:
|          | Загалом | Допрацездатний вік | Працездатний вік | Постпрацездатний вік |
| -------- | ------- | ------------------ | ---------------- | -------------------- |
| Чоловіки | 130     | 28                 | 84               | 18                   |
| Жінки    | 142     | 25                 | 81               | 36                   |
| Разом    | 272     | 53                 | 165              | 54                   |